# 望月真理子
望月 眞理子（もちづき まりこ、1950年3月13日 - 2000年4月5日 ）は、日本の女優。本名は中大路 眞理子。東京都中野区出身。

## 来歴・人物
特技はピアノ、声楽。
東京都立西高等学校卒業後、18歳の時に三島由紀夫主宰の浪曼劇場に入団。もともと三島のファンであった。浪曼劇場は三島が亡くなったのをきっかけに退団。
1980年から女優活動を一時休止していたが、1982年に活動を再開。
1987年頃に一時、“夏まり子”に改名する。
1993年結婚し、黒水眞理子となるが、2000年4月5日死去。50歳没。

## 出演

### 映画
- 湯けむり110番 いるかの大将（1972年）
- 悪名 縄張荒らし（1974年）
- 血を吸う薔薇（1974年）
- あいつと私（1976年）
- この子の七つのお祝いに（1982年）
- 泰造（1985年）

### テレビドラマ
- 水戸黄門（TBS / C.A.L）
  - 第2部 第16話「佐渡恋情・佐渡」（1970年1月11日） - おきわ
  - 第3部 第5話「掟を破った黄門さま・駿河」（1971年12月27日）
  - 第4部 第13話「曲わっぱの恋・大館」（1973年4月16日） - お杉
  - 第14部
    - 第21話「鬼が棲んでた地獄島・佐渡」（1984年3月19日） - お律
    - 第29話「悲願叶えた狸の仇討ち・信楽」（1984年5月14日） - 立花寿美
- 軍兵衛目安箱 第6話「魔剣」（1971年、NET / 東映） - おけい
- 大岡越前 第2、第3部（1971 - 1973年、TBS / C.A.L） - 以禰（いね）
- 半七捕物帳 第17話（1971年、NET）
- ちん・とん・しゃん（1971年、NET）
- 木下恵介・人間の歌シリーズ（TBS）
  - 「春の嵐」（1971年）
  - 「風の町」（1974年）
  - 「遥かなる海」（1976年）
- パパと呼ばないで（NTV） - 千春の幼稚園の先生・大町宏子
  - 第2話「あたしとどっちが好き?」（1972年10月11日）
  - 第5話「突然の誕生日」（1972年11月1日）
  - 第7話「性教育騒動!」（1972年11月15日）
  - 第8話「カモメがとりもつ縁かいな?」（1972年11月22日）
  - 第10話「ママがほしい!」（1972年12月6日）
- 赤ひげ（1972年、NHK） - 天野まさを
- 東芝日曜劇場（TBS）
  - 第876回「ちいさい秋」（1973年）
  - 第897回「春日原まで一枚」（1974年、RKB）
  - 第923回「結婚記念日」（1974年、RKB）
- 残像（1973年、TBS）
- 思い橋（1973年、TBS） - 山下幸子
- 伝七捕物帳 第30話「紅だすき江戸の春風」（1974年、NTV）
- 雑居時代 第16話「舞い込んだ京女」（1974年、NTV） - 大河原真弓
- 日本沈没（TBS / 東宝） - 森下悦子
  - 第1回「飛び散る海」（1974年10月6日）
  - 第2回「海底の狂流」（1974年10月13日）
- ふりむくな鶴吉 第23話「業火」（1974年、NHK）
- 水もれ甲介 第17話「見合いのかげに怒りあり」（1974年、NTV） - 百合子
- 銭形平次 第496話「雨あがりの虹」（CX / 東映） - おゆき
- 新・七人の刑事・特別編） （1975年、TBS）
  - 第1弾「新・七人の刑事 永遠の少年」
  - 第3弾「新・七人の刑事 さらば友よ」
- 影同心 第23話「花嫁買って殺し節」（1975年、MBS / 東映） - 軽
- 剣と風と子守唄 第24話「小さな突撃隊」（1975年、NTV） - 志津
- 破れ傘刀舟悪人狩り 第32話「旗本雷馬族」（1975年、NET） - 綾
- 銀河テレビ小説「となりの芝生」（1976年、NHK） - 秋野聡子
- 新車の中の女（1976年、YTV）
- 霧子この愛（1978年、CBC）
- 浪花おこし (1978年、CX）- 南海子
- 吉宗評判記 暴れん坊将軍 第48話「極楽風呂に地獄を見た」(ANB） - お秋
- 大江戸捜査網 （12ch・三船プロ）
  - 第20話「三度笠が悪を斬る」（1971年） - お園
  - 第296話「仇討ち素浪人秘話」（1977年） - 岡松八重
  - 第373話「女掏摸 初春に翔ぶ」（1979年） - お京
- 火曜サスペンス劇場（NTV）
  - コンピューターの身代金（1982年）
  - おつかれ三人旅・妻愛人同伴殺人ツアー（1987年）※夏まり子名義
- はらぺこ同志（1982年、TBS） - 細井広子
- 鬼平犯科帳 (萬屋錦之介) 第3シリーズ 第19話「はさみ撃ち」（1982年、ANB） - おもん
- 木曜ゴールデンドラマ「右の腕・ガンで切断の宣告! あなたならどうする?!」（1982年、YTV）
- ライオン奥様劇場「へばちゃんの台所」（1983年、CX）
- 必殺仕事人IV 第32話「主水超能力山伏に部屋を貸す」（1984年、ABC）
- あぶない刑事 第39話「迷走」（1987年、NTV） - 麻生マリ ※夏まり子名義
- 水曜グランドロマン「抱いてください」（1989年、NTV）

### 舞台
- クレオパトラ
- 京の螢火